# Эспартеро, Бальдомеро
Хоакин Бальдоме́ро Фернандес-Эспарте́ро-и-Алварес де Торо (исп. Joaquín Baldomero Fernández-Espartero Álvarez de Toro; 27 февраля 1793, Гранатула-де-Калатрава — 8 января 1879, Логроньо) — испанский генерал и государственный деятель, с 1839 г. 1-й князь Вергары и герцог де ла Викториа. Выходец из низов, доминировал в политической жизни при Изабелле II и трижды возглавлял правительство. В 1840-43 годах — регент Испании.

## Биография
Бальдомеро Эспартеро родился 27 февраля 1793 года в городке Гранатула-де-Калатрава в семье колесника. С 1808 года принимал участие в военных действиях против наполеоновской армии.
В 1815—1823 годы сражается в рядах испанской армии против восставших южноамериканских колоний Испании. После возвращения на родину произведён в генералы.
Эспартеро стал после смерти короля Фердинанда VII в 1833 году ярым защитником притязаний его дочери Изабеллы II на испанский престол. С началом Первой карлистской войны правительство отправило его на фронт в качестве коменданта провинции Бискайя, где он решительно победил карлистов во многих столкновениях. Его быстро повысили до командира дивизии, а затем сделали генерал-лейтенантом. Время от времени он проявлял качества партизана, вполне равные качествам карлистов, таких как Сумалакарреги и Рамон Кабрера, своими смелыми маршами и внезапными маневрами. Когда ему приходилось перебрасывать большие силы, он значительно превосходил этих людей как организатор и стратег, и никогда не позорил своих успехов жестокостью или излишней суровостью. Он вынудил карлистов прекратить осаду Бильбао, прежде чем 17 сентября 1836 года был назначен главнокомандующим северной армией и капитан-генералом Баскских провинций. 
Его военные обязанности в качестве командующего главной армией не помешали Эспартеро впервые проявить свои политические амбиции. Он проявлял такие радикальные и реформистские наклонности, что стал популярным среди низших и средних классов, популярность которых продлилась более четверти века; в это время прогрессисты, демократы и передовые либералы всегда считали его советником. В ноябре 1836 года он снова заставил карлистов прекратить осаду Бильбао. В его войска входил Британский легион под командованием Джорджа де Ласи Эванса. Эспартеро разбил карлистские войска во время так называемого Королевского похода дона Карлоса, на Мадрид и спас столицу. Эспартеро преследовал врага и заставил его отступить на север после нескольких поражений. 18 июня 1837 года он был впервые назначен 7-м премьер-министром Испании, каковым был до 18 августа 1837 года. Эспартеро выиграл битву при Рамалесе 12 мая и в августе 1839 года заключил с карлистским генералом Марото Вергарское соглашение, за что получил титул князя Вергары и «герцога Победы».
В политической борьбе выступал как лидер прогрессистской партии. В сентябре 1840 года при поддержке революционных хунт стал главой правительства, а в мае 1841 года был избран ко́ртесами единоличным регентом королевства, сменив на этом посту Марию-Кристину, мать королевы Изабеллы II.
В июле 1843 года был свергнут в результате военного мятежа, который возглавил генерал Нарваэс Рамон Мария. После этого до 1848 года жил в эмиграции в Англии. Изучал опыт бордосских виноделов и даже в ссылке работал над совершенствованием виноделия в Логроньо и Риохе в целом (что позволяет считать его одним из родоначальников риохского виноделия).
Во время испанской революции 1854—1856 годов вновь возглавлял правительство. После отставки 14 июля 1856 года навсегда ушёл из политической жизни страны, но сохранил немало сторонников (так что после изгнания в 1868 году королевы Изабеллы неоднократно заходила речь об избрании его королём испанским или регентом).

## Титулы
- виконт де Бандерас (27 марта 1837)
- граф де Лучана[исп.] (27 марта 1837)
- 1-й герцог де ла Викториа (14 декабря 1839)
- герцог де Морелья[исп.] (4 июня 1840, пожизненный)
- принц де Вергара[исп.] (2 января 1872, пожизненный, с титулом Его Королевское Высочество)